# Gmina Šestanovac
Gmina Šestanovac (chorw. Općina Šestanovac) – gmina w Chorwacji, w żupanii splicko-dalmatyńskiej. W 2011 roku liczyła 1958 mieszkańców.

## Miejscowości
Gmina składa się z następujących miejscowości:
- Grabovac
- Katuni
- Kreševo
- Šestanovac
- Žeževica